# Groenlo
Groenlo (Grol, Grolle) je město v nizozemské provincii Gelderland. Má kolem 10 062 obyvatel (2007). Město je známé především díky pivovaru Grolsch, který se zde nalézá od roku 1615.
Groenlo je město pod magistrátním úřadem Oost Gelre na jihovýchodě Nizozemí nedaleko německých hranic v regionu provincie Gelderland zvaném Achterhoek. Groenlo je magistrátním městem od 1. ledna 2005, kdy se sloučilo s Lichtenvoorde. Od 19. května má Groenlo oficiální název Oost Gelre. K lednu 2006 při „sčítání lidu“ byla populace 10 067 obyvatel. Město je historicky známé pod názvem Grolle nebo Grol.
Dnes je město zejména známé místním pivovarem Grolsch, které se zde vaří již od roku 1615, ale v roce 2004 byla výroba přemístěna do blízkého Boekelo. Grolsch produkuje mnoho speciálních druhů piv (sezonních, výročních) pivo je exportováno do celého světa.
Militantní historie je méně známa, ale v posledních letech (2005, 2008, 2010, 2012) město uspořádalo velkolepý historický festival „Slag om Grolle“ na památku uhájení města před Španělskou armádou roku 1627, kdy město obýval princ Henry.

## Historie
Groenlo vzniklo na počátku 7. století, městská práva obdrželo 2. prosince 1277.
Název je odvozen od zeleného dřeva, které všude kolem v sousedství roste (groel =zelený, lo =les). Lesy fungovaly jako ochrana města, proto zelené stromy = Groenlo

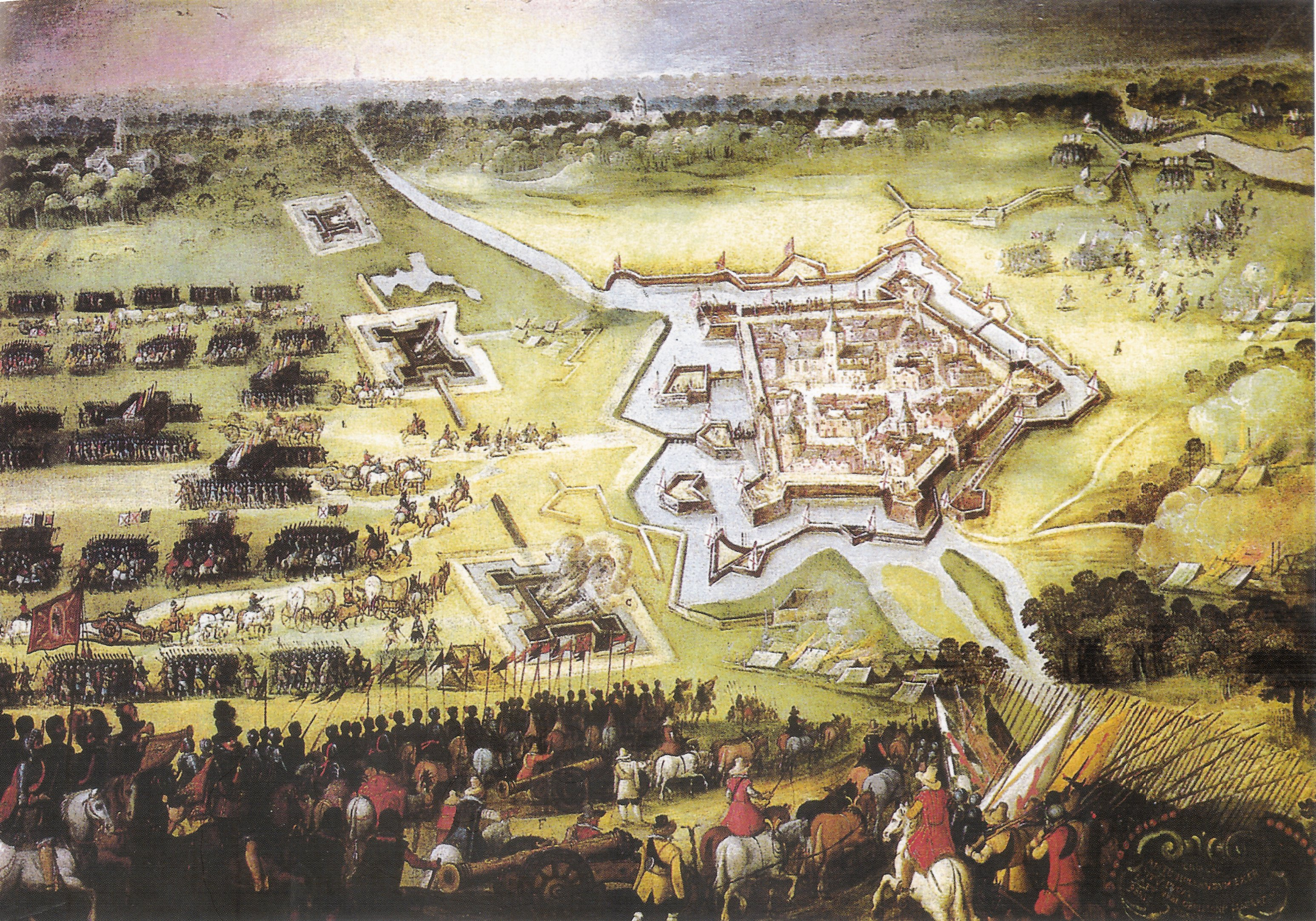
Obléhání Grolle v roce 1606